# Макіївка (Ніжинський район)
Макі́ївка — село в Україні, у Ніжинському районі Чернігівської області. Населення становить 794 особи (01.01.2025). Орган місцевого самоврядування — Макіївська сільська рада. З 2015 року Макіївка є центром Макіївської сільської громади, створеної у рамках адміністративно-територіальної реформи.

## Топоніми
- кутки — Базирівка, Корея («дуже багато було дерева, його коріння»), Ковалівка, Новоселиця, Липівка, Серп, Дикарщина, Панська сажалка;
- річка — Перевід;
- поля — Дикарщина, Дулине дворище, Вишка (коло трьох доріг);
- випас — Болото;
- сад — Висоцький;
- ставок — Емтеесівський.

Інформатори: Любов Іванівна Сидоренко, Іван Миколайович Сидоренко.

## Історія
Першими свідченнями людської діяльності на території сучасної Макіївки є розташовані поблизу неї могили епохи бронзи (ІІ тис. до н. е.). Щодо власне села Макіївки, то на картах початку XVII століття французького військового інженера Гійома де Боплана, виданих в Амстердамі 1657 року, є нанесені села Биків і Галиця, а між ними, на місці сучасної Макіївки, розташована Sualan-Dabrova Зелена Діброва. Трохи південніше від Зеленої Діброви нанесене поселення Derzzekrai (Держикрай). Баклан М.М. вважав за можливе, що це старіша назва села.
Перша згадка про Макіївку (початкова назва — Мокієвка) припадає на 1695 рік й пов'язується з іменем родича і соратника Івана Мазепи полковника Костянтина Мокієвського, який населив це село людьми. Після смерті полковника Макіївка була відібрана від його нащадків Мокієвських-Мировичів і належала «гетьманській булаві», а згодом і особисто гетьману Івану Скоропадському. З 1715 року село з усіма прилеглими угіддями, церквою, млином і греблею належало полковникові Київському Антіну Танському. Він заселив Макіївку людьми з території Білоцерківського полку — своїх колишніх володінь.
В описі Київського намісництва при описі Кобижчанської сотні, куди входила Макіївка, за 1781 рік можна знайти відомості про те, що в цей час в селі налічувалося 125 хат, а 1787 року - 590 жителів.. 1866 року Макіївка налічувала 271 двір та 1566 жителів. А в 1897 році Макіївка була містечком з 539 дворами та 3547 жителями. В містечку була дерев'яна Вознесенська церква (збудована 1871), школа, бібліотека, винокурний завод та чотири ярмарки на рік. Цікавий опис Макіївки подано в VII томі книги «Росія», виданої в Петербурзі в 1903 році під редакцією П. П. Семенова: «Верст в 9 юго-западнее с. Шняковки, при речке Переводе лежит волостное село Макіевка; в нем более 2,5 тыс. жителей, православная церковь, еврейский молитвенный дом, несколько лавок, базар и три ярмарки. При селе находится имение Е. В. Галаган „Макіевка“, площадью около 3,5 тысяч десятин. Полеводство ведется при трехпольном севообороте. При хозяйстве имеется винокуренный завод, перекуривающий свои продукты и вырабатывающий в год более миллиона градусов спирта; ежегодная стоимость производства — около 16 тысяч рублей».
У кінці XIX і на початку XX століття в Макіївці було кілька великих поміщицьких садиб. Окрім маєтку графа Галагана, 700 десятинами землі володів поміщик Висоцький, по 200 десятин мали поміщики Федорченко та Іваненко. Провідною системою землеробства в таких господарствах було трьохпілля. 1903 року в селі було створене Макіївське дослідне поле. Це була науково-експериментальна установа, головним завданням якої було вироблення на підставі дослідів найліпших за місцевими умовами технічних засобів ведення сільського господарства. Макіївське дослідне поле діяло до 1919 року.
Революційні події 1905 року не оминули і Макіївку. У квітні того ж року відбувся страйк селян і сільськогосподарських робітників у зв'язку з орендою в поміщиків Ґалаґана і Висоцького пасовиськ для випасу худоби. Влітку знову відбувся страйк селян, які вимагали зниження орендної плати за землю під озимину і підвищення плати поденним робітникам. Коли поміщики не задовольнили цих вимог, селяни вдались до бойкоту поміщицьких економій. Попри арешт ватажків, селяни продовжували чинити опір загону козаків та стражників, надісланих для придушення страйку. Тільки після того, як поміщики задовольнили вимоги селян, страйк припинився.
Як вже було сказано вище, серед останніх великих землевласників в селі були графи Ґалаґани, поміщики Висоцькі, Федорченки та Іваненки.
Після проголошення Української Народної Республіки село Макіївка увійшло до неї у складі Ніжинського повіту Чернігівської губернії. З літа по осінь 1919 року село, як і вся Чернігівщина, контролювалося армією генерала Денікіна, Після відступу Денікіна у листопаді 1919 село знову опинилося під окупацією російських більшовиків.
Політика НЕПу в СРСР сприяла швидкому поновленню сільського господарства. 1923 року селяни Макіївки організували сільськогосподарську виставку. Але уже в 1929-1930 роках була проведена колективізація сільського господарства, а в 1932-1933 роках жителі села Макіївки, як і інших населених пунктів країни, постраждали від штучно створеного голодомору.
В період Радянсько-німецької війни 1941—1945 років село Макіївка близько двох років було окуповане німецькими військами. Радянські війська на чолі з генерал-полковником Михайлом Кирпоносом залишили село 16 вересня 1941 року, а в другій половині дня в село зайшли німці. Декілька десятків жителів села в 1942 році були вивезені до Німеччини. Проти німецьких військ розгорнулася партизанська боротьба. Реокуповано Макіївку 20 вересня 1943 року.
У партизанських загонах та в лавах окупаційної Червоної Армії воювали 883 жителі Макіївки. З них 356 були нагороджені орденами і медалями, 527 загинули. Були серед жителів села і такі, які на фронті ризикували життям за Батьківщину, а замість орденів і медалей отримали роки таборів за сумнозвісною статтею 58 («контрреволюційна діяльність»).
Після війни господарство села відновлювалося повільно. Не вистачало посівного матеріалу, був знищений тракторний парк і приміщення великої ремонтної майстерні. 1953 року складовою частиною села Макіївка став хутір Новоселиця, який раніше входив до Ганнівської сільської ради. З літа 1970 року Макіївка була повністю електрифікована і включена в державну систему електропостачання. У 70-х роках в селі діяли (і діють до цього часу) аптека і лікарня (реформована у амбулаторію загальної практики—сімейної медицини). Лікарня з 1917 року розташувалася у колишньому маєтку поміщика М. В. Висоцького. Діяли ветеринарна дільниця, лазня, хлібопекарня, сітроцех, маслобойня, майстерня побутового обслуговування, магазини господарських та промтоварних товарів.
У 1995 році був утворений Всеукраїнський благодійний фонд «Відродження села Макіївки Носівського району Чернігівської області». Того ж року була надрукована книга М. М. Баклана «Історія села Макіївки Носівського району Чернігівської області».
Станом на травень 2020 року в селі діє храм Святого Вознесіння, збудований за кошти мешканців села та благодійників на місці зруйнованої в 1986 році дерев'яної Вознесенської церкви.
Продовжують діяти аптека та амбулаторія загальної практики—сімейної медицини.
Замість колгоспу діє фермерське господарство.
У зв'язку з адміністративно-територіальною реформою 1 вересня 2015 року було створено Макіївську сільську об'єднану територіальну громаду, центром якої стала Макіївка. До об'єднананої громади увійшли також села Ганнівка, Пустотине, Вербове, Кленове, Степове.

## Населення

### Мова
Розподіл населення за рідною мовою за даними перепису 2001 року:
| Мова       | Кількість | Відсоток |
| ---------- | --------- | -------- |
| українська | 1269      | 97.99%   |
| російська  | 26        | 2.01%    |
| Усього     | 1295      | 100%     |

## Природно-заповідний фонд
До 2017 року на території Макіївки знаходилось два об'єкти природно-заповідного фонду — ботанічні пам'ятки природи місцевого значення. Це Тополя біла та Макіївський дуб, статус яким було присвоєно рішенням Чернігівської обласної ради від 11.04.2000 року.
За клопотанням Макіївської сільської ради статус об'єкту природно-заповідного фонду Макіївського дуба було скасовано рішенням Чернігівської обласної ради від 22 серпня 2017 року № 13-10/VII, оскільки дуб що розташований в центрі села почав всихати і становив загрозу для перехожих, а коштів на його лікування, за словами державного реєстратора сільради - в громаді не знайшлось.

## Люди
- Баклан Микола Миколайович (1924—1978) — учитель-краєзнавець. Написав «Історію села Макіївки», видану в 1995 році Всеукраїнським благодійним фондом «Відродження села Макіївки Носівського району Чернігівської області»[13]. Жив, працював і похований у Макіївці.
- Реп'ях Станіслав Панасович (1938—2012) — український поет. У Макіївці минуло його дитинство.
- Лозицький Володимир Сергійович (1948, Макіївка) — український історик і архівіст.
- Музиченко Степан Михайлович (1935—1993) — композитор, письменник, художник, журналіст, мистецтвознавець. Член Спілки художників України.
- Стратилат Михайло Іванович (1909, Макіївка — помер 1943) — діяч КПРС, організатор радянського партизанського руху на Чернігівщині.
- Стратілат Микола Іванович (1942, Макіївка - 2023) — український графік, заслужений художник України (1996), народний художник України (2008).
- Товстуха Євген Степанович — вчений-фітотерапевт, письменник

## Галерея пам'ятників

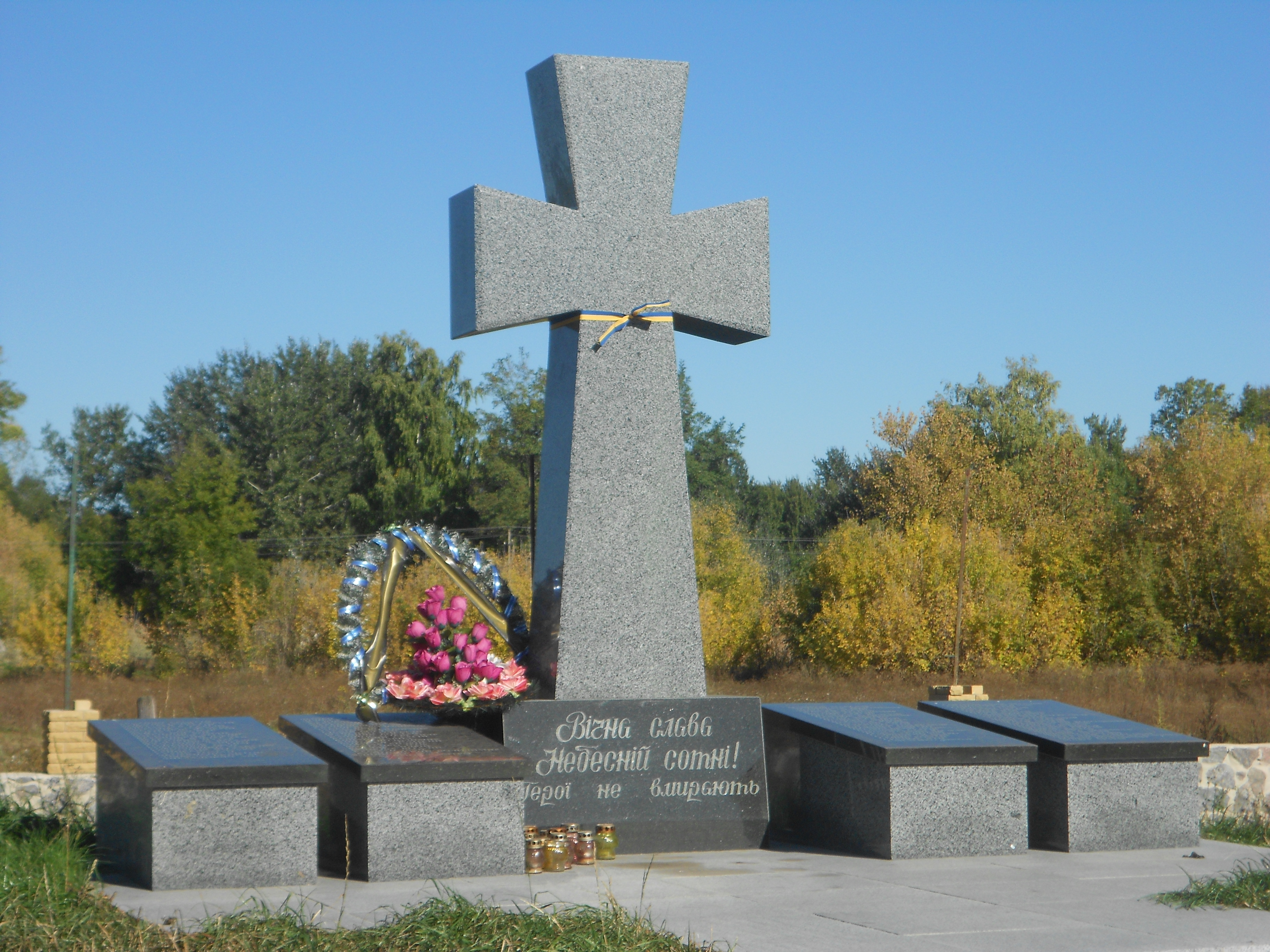
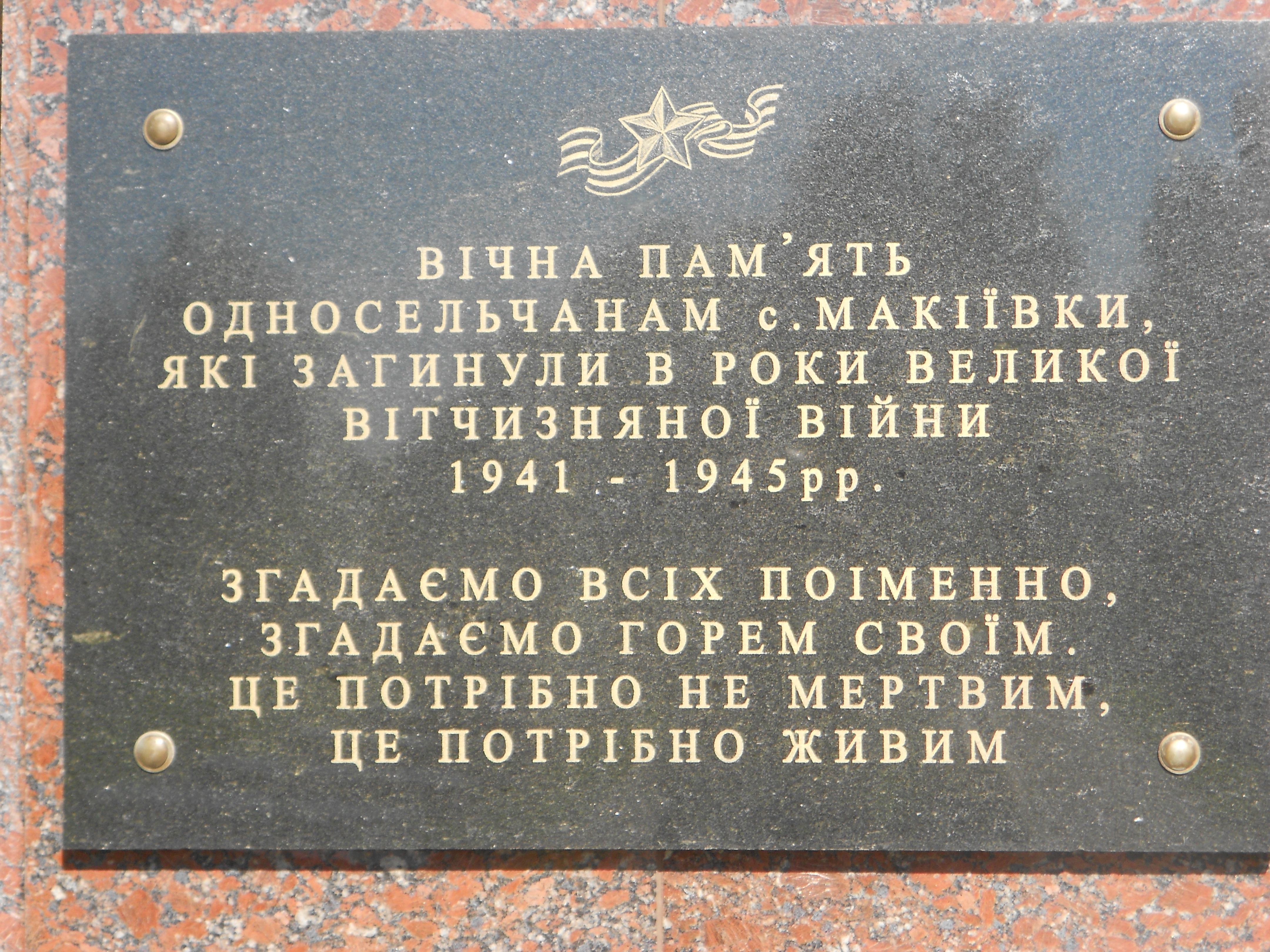
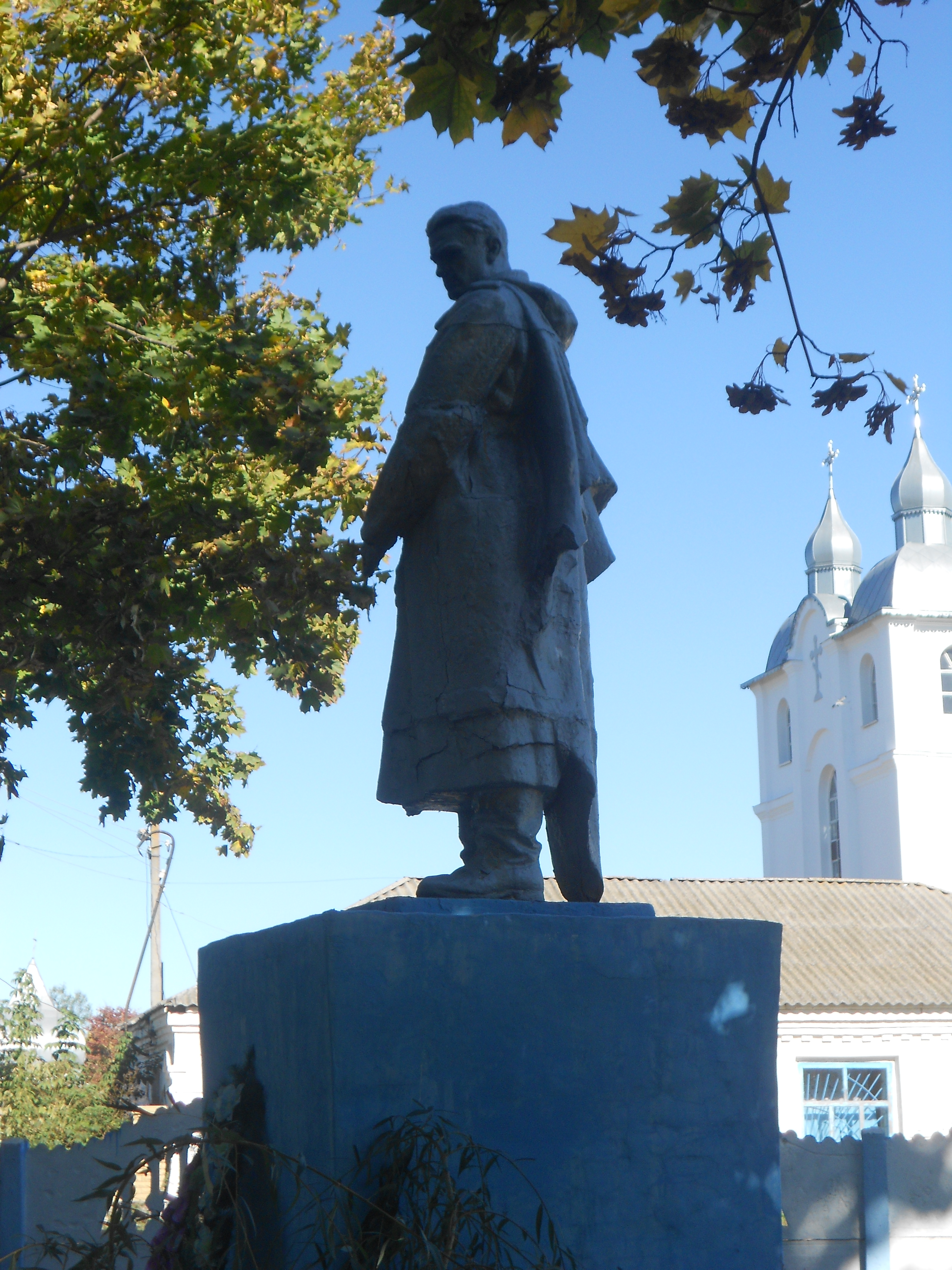
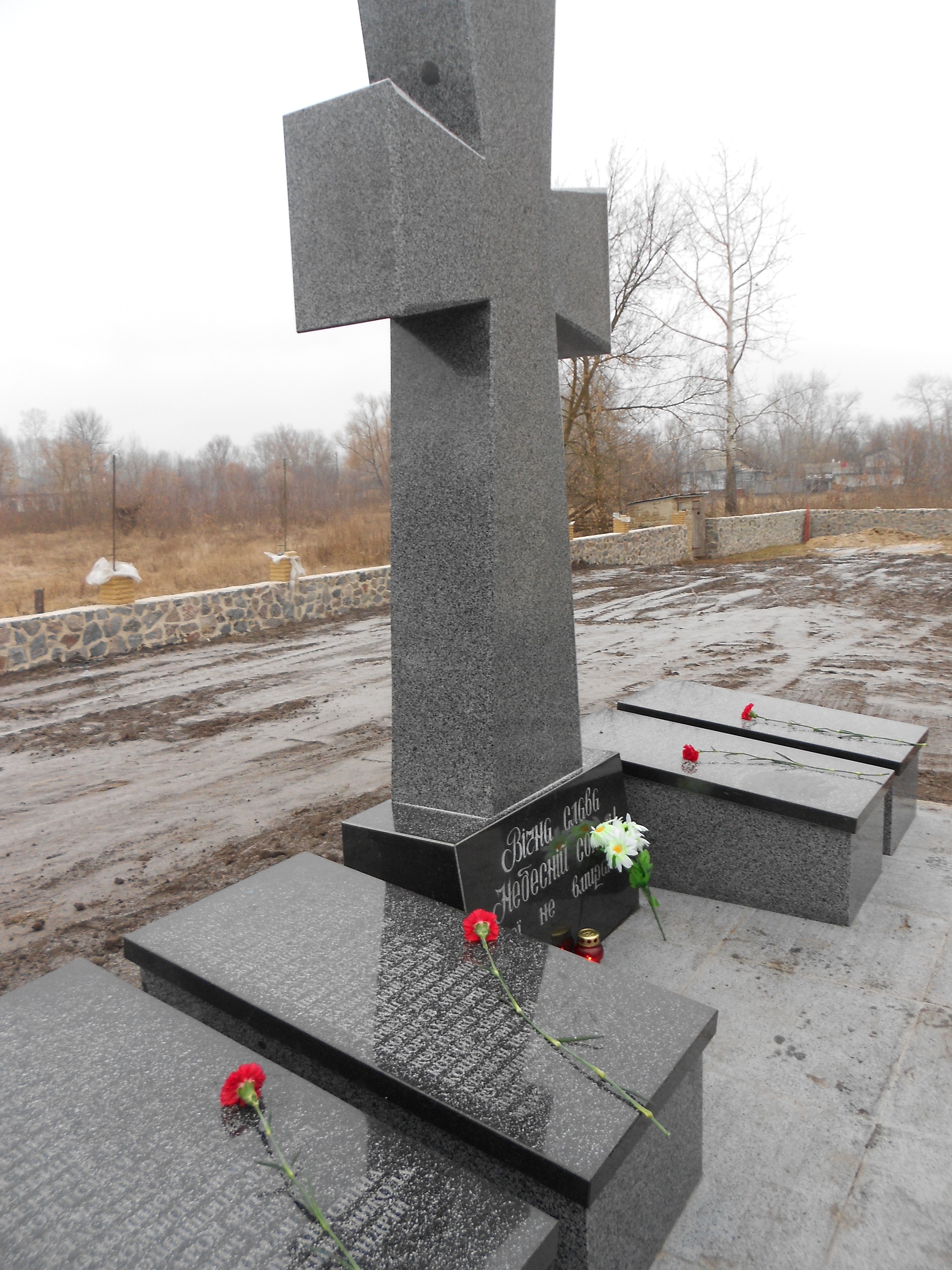
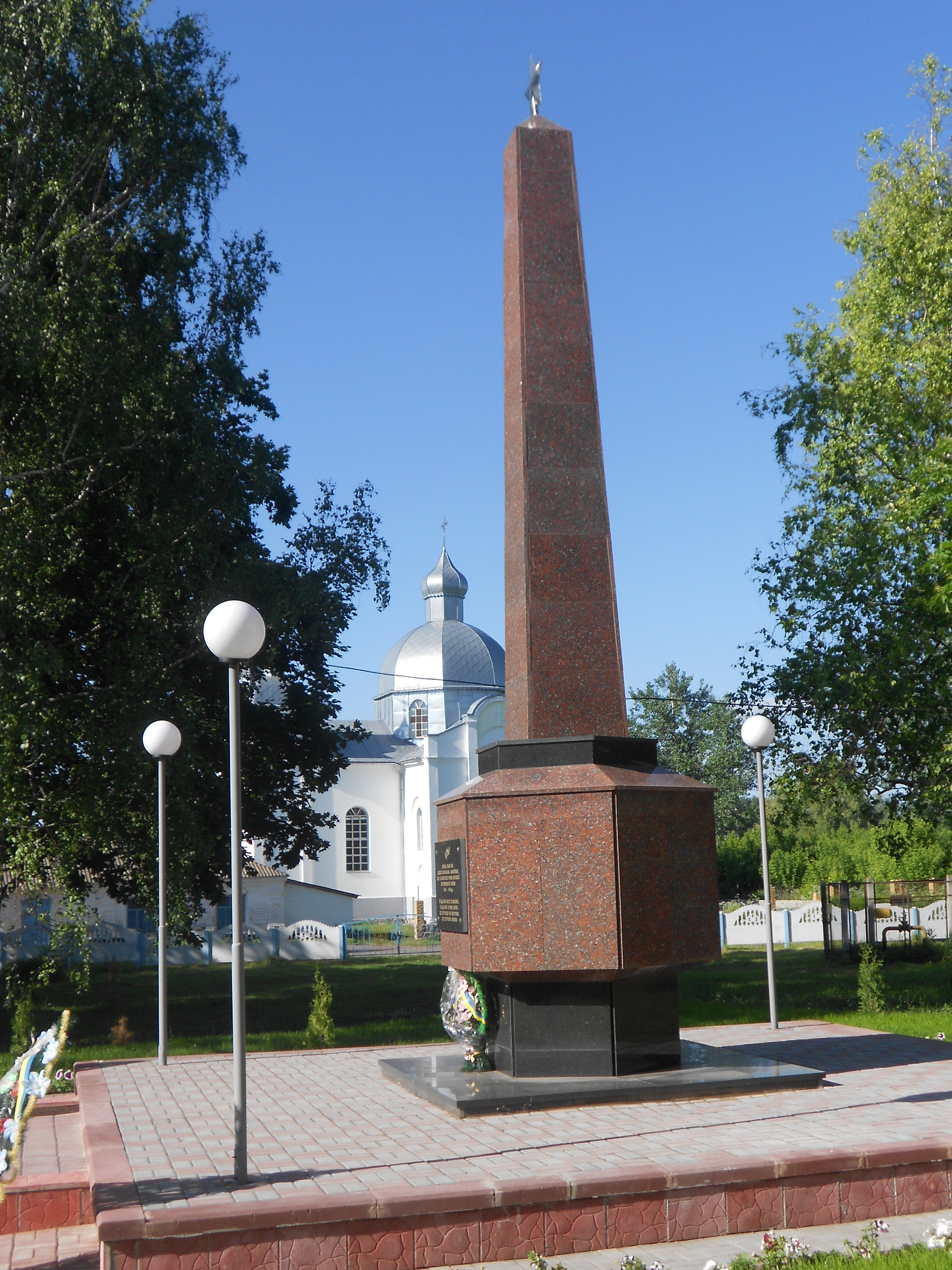
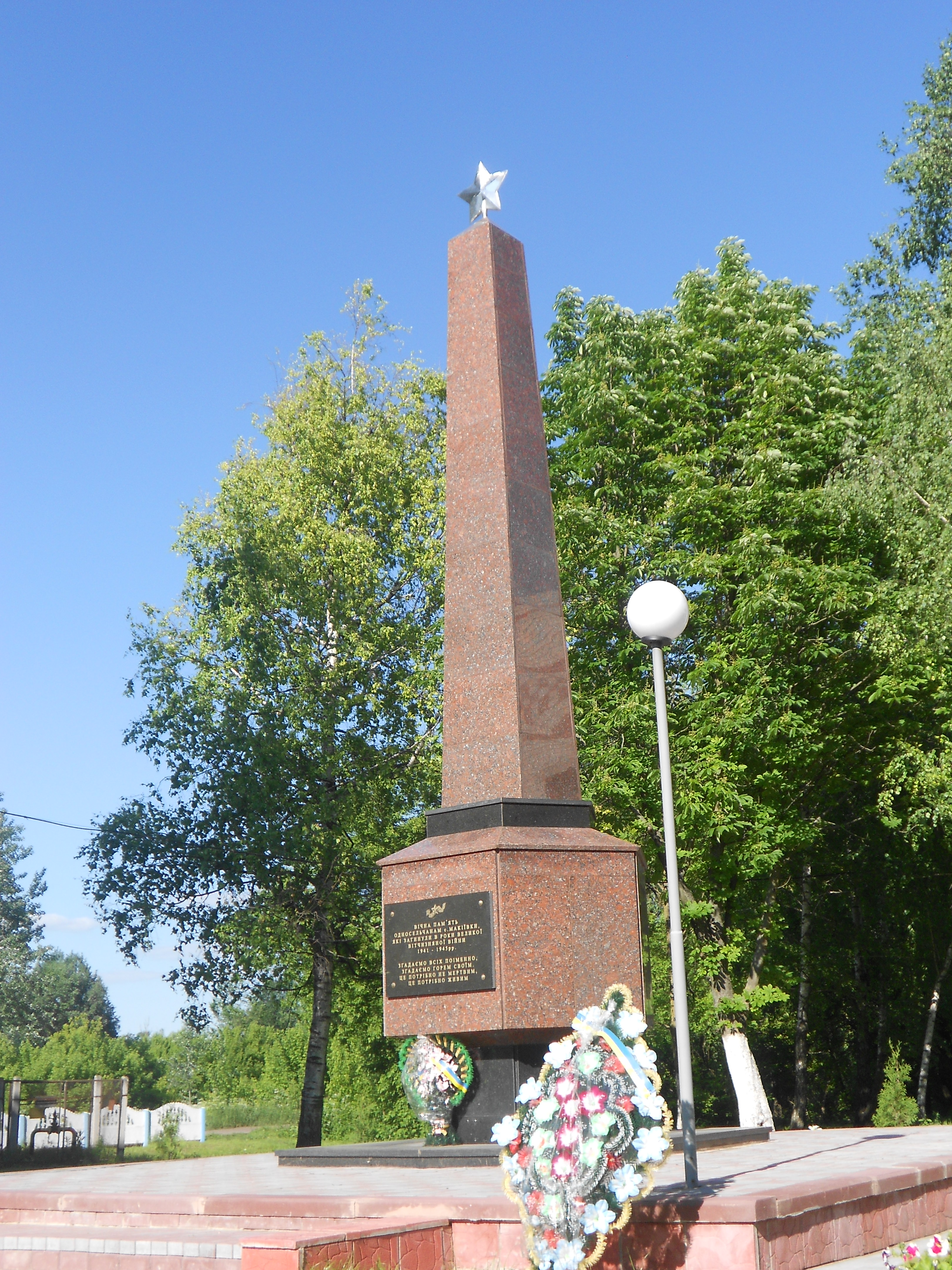
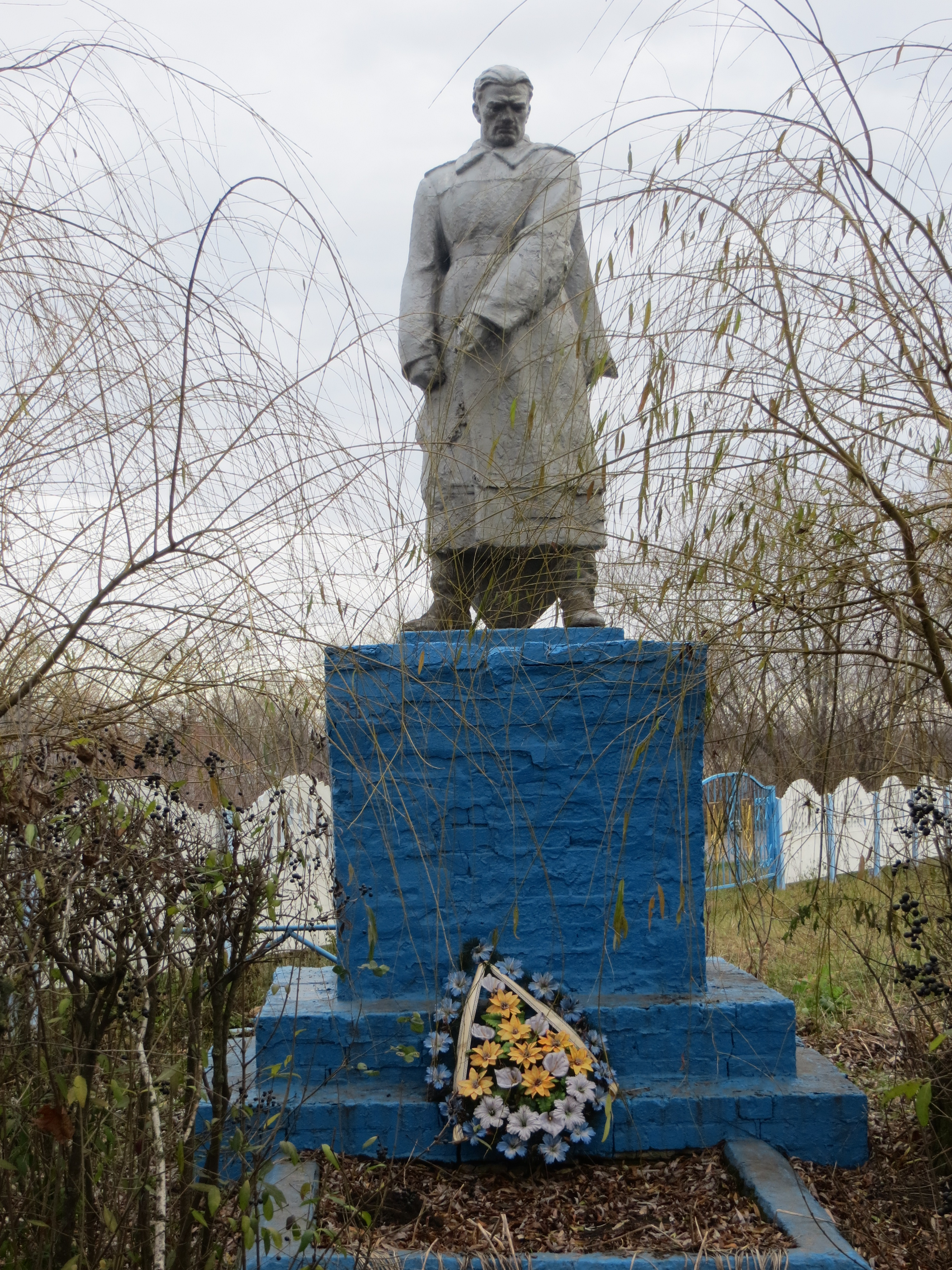
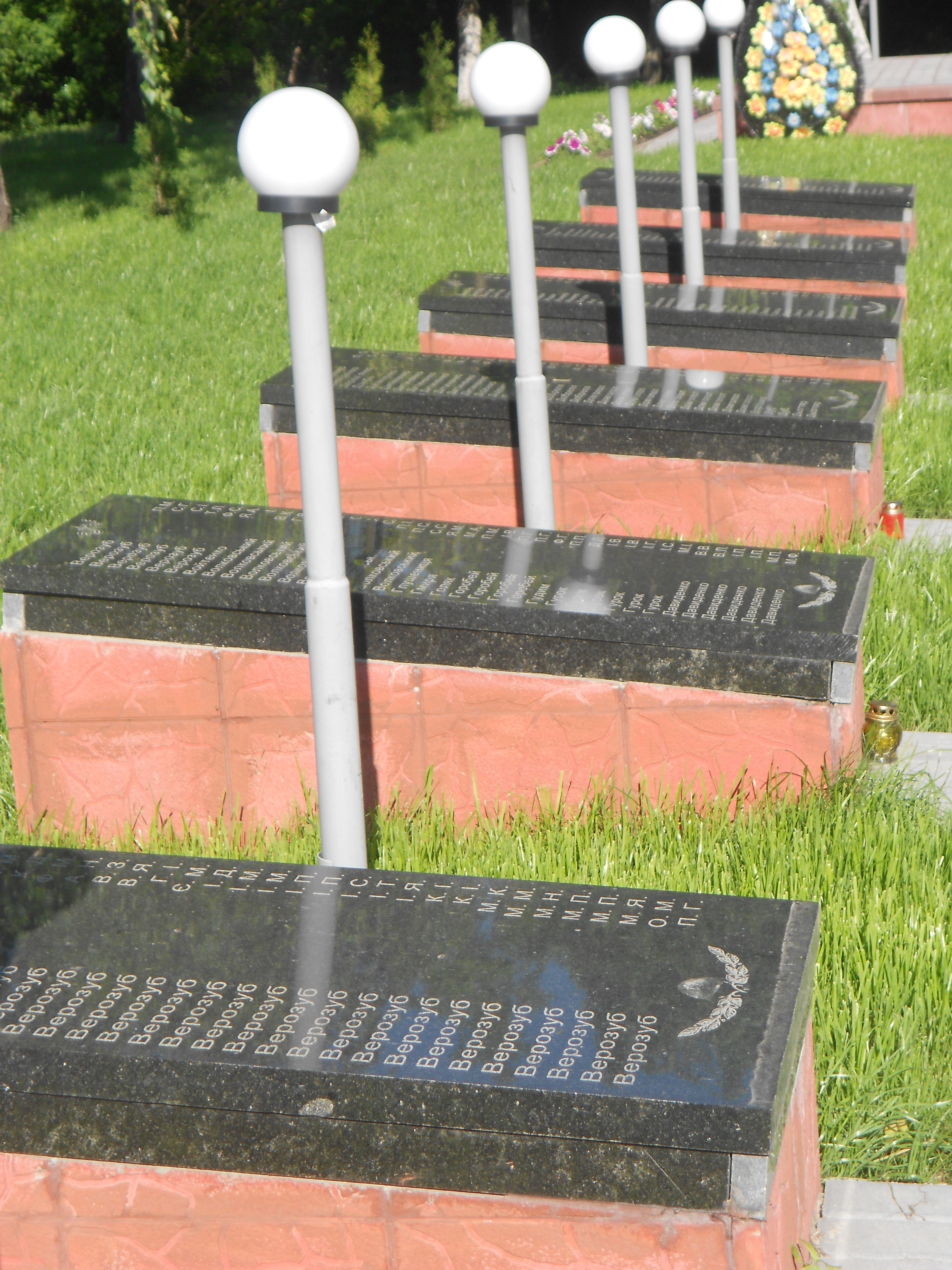
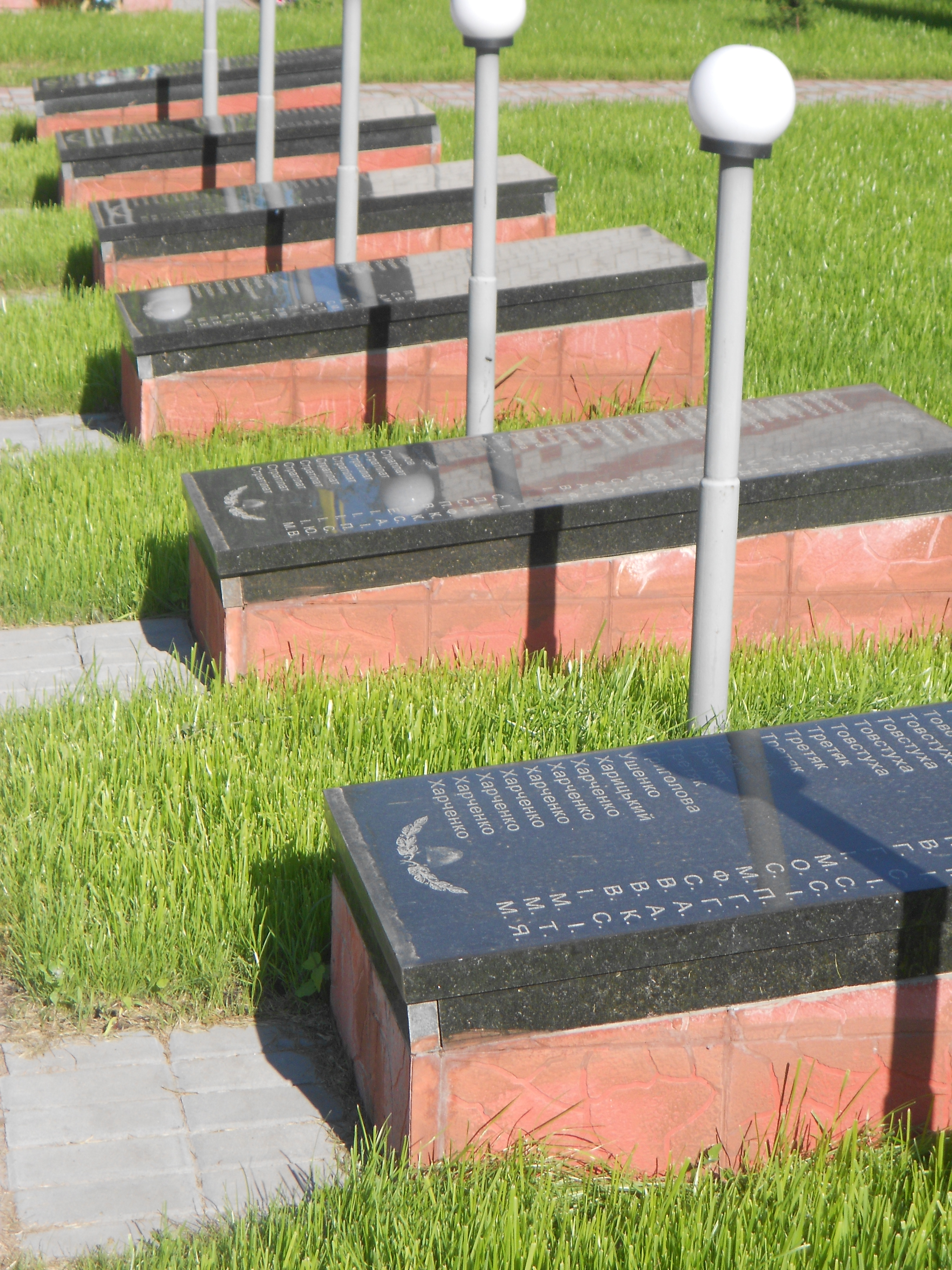
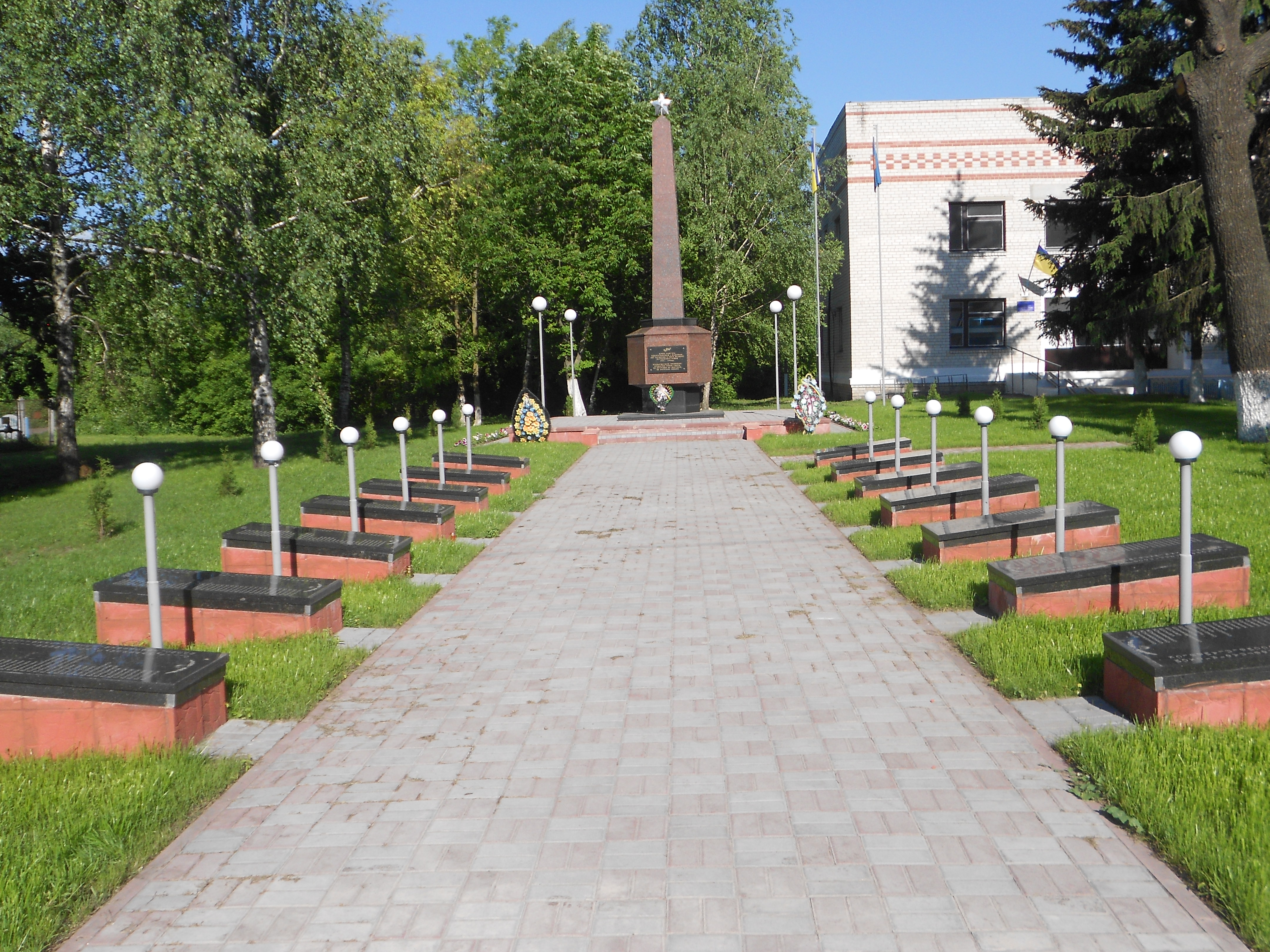
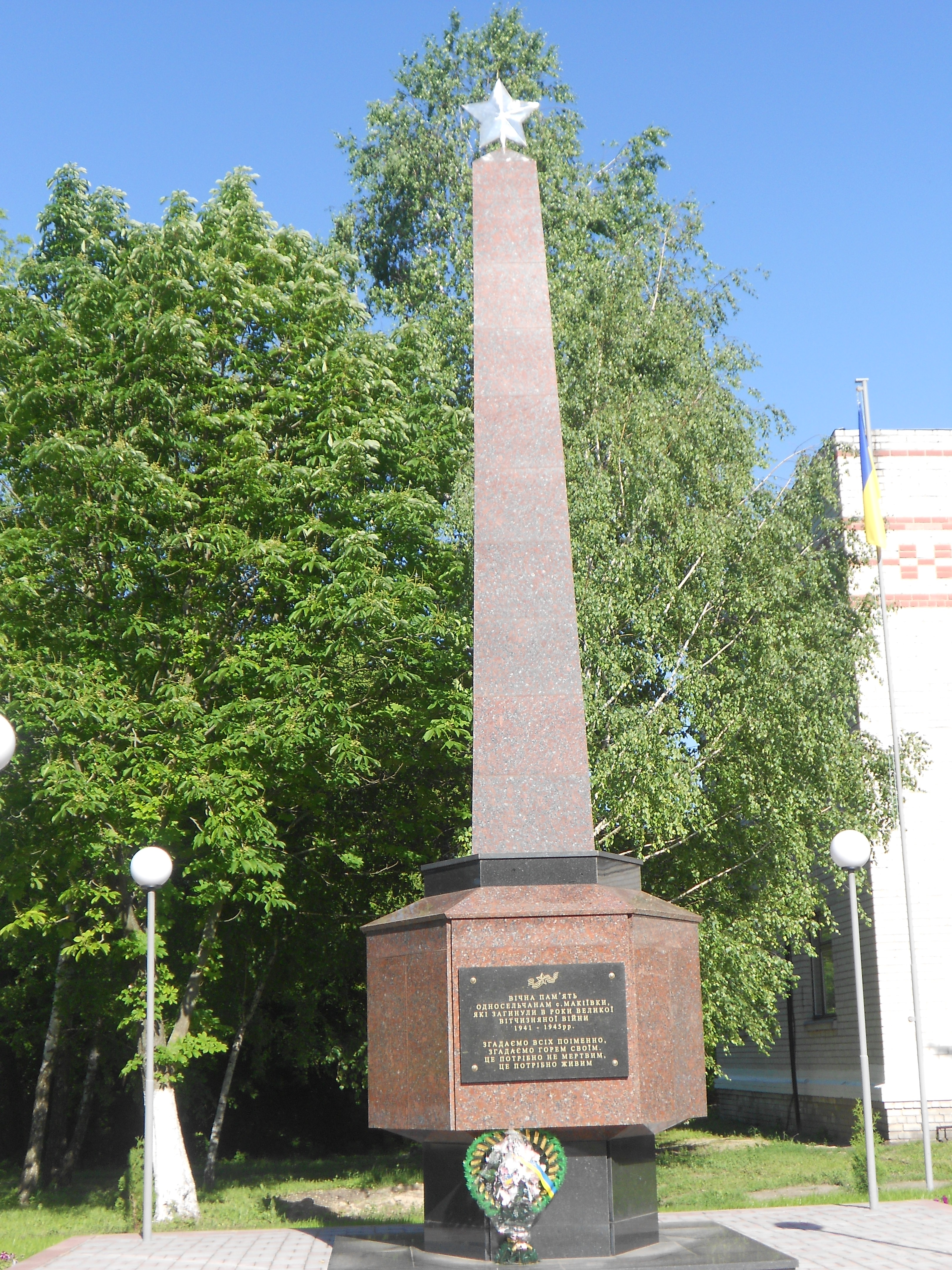
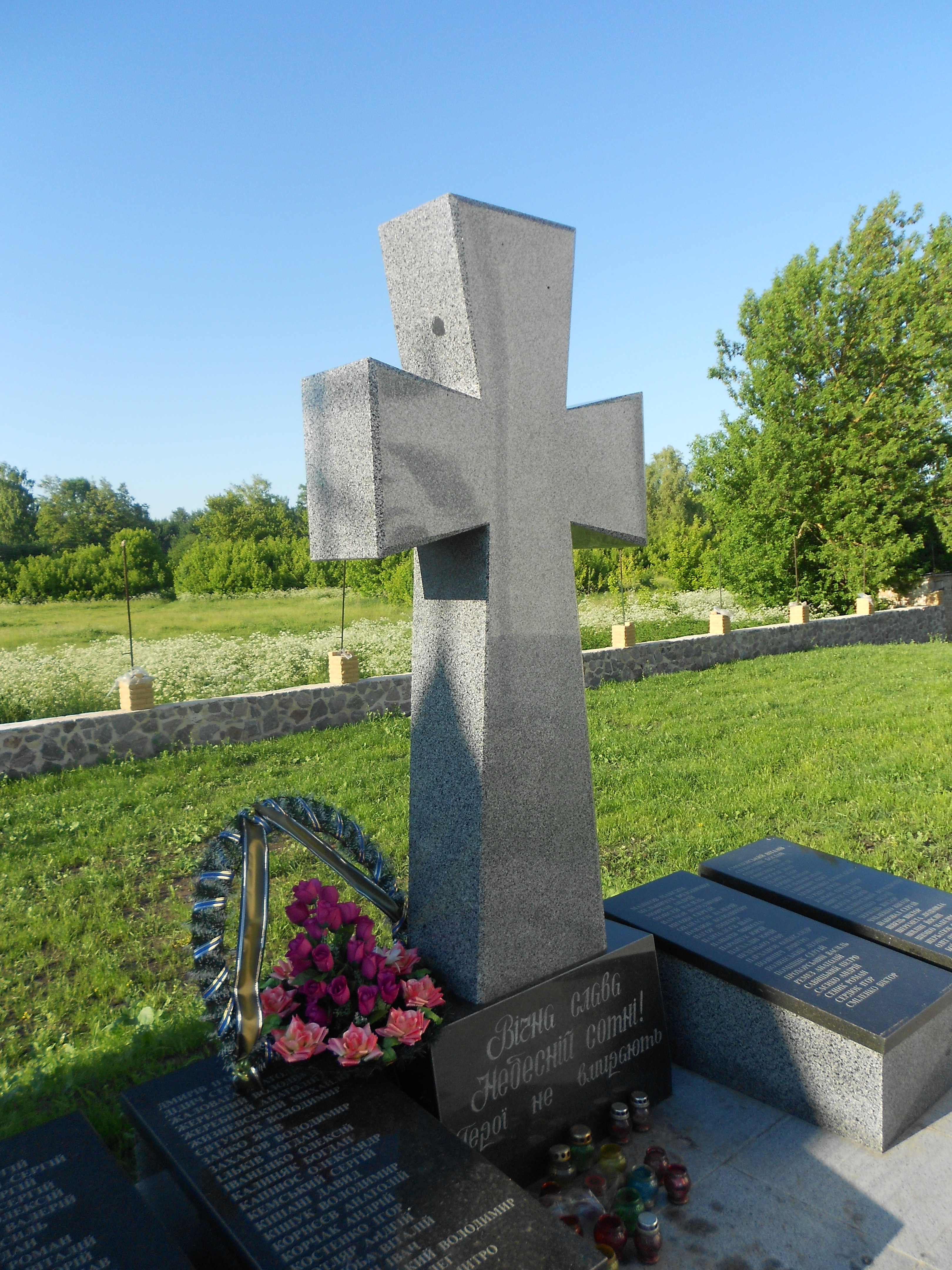
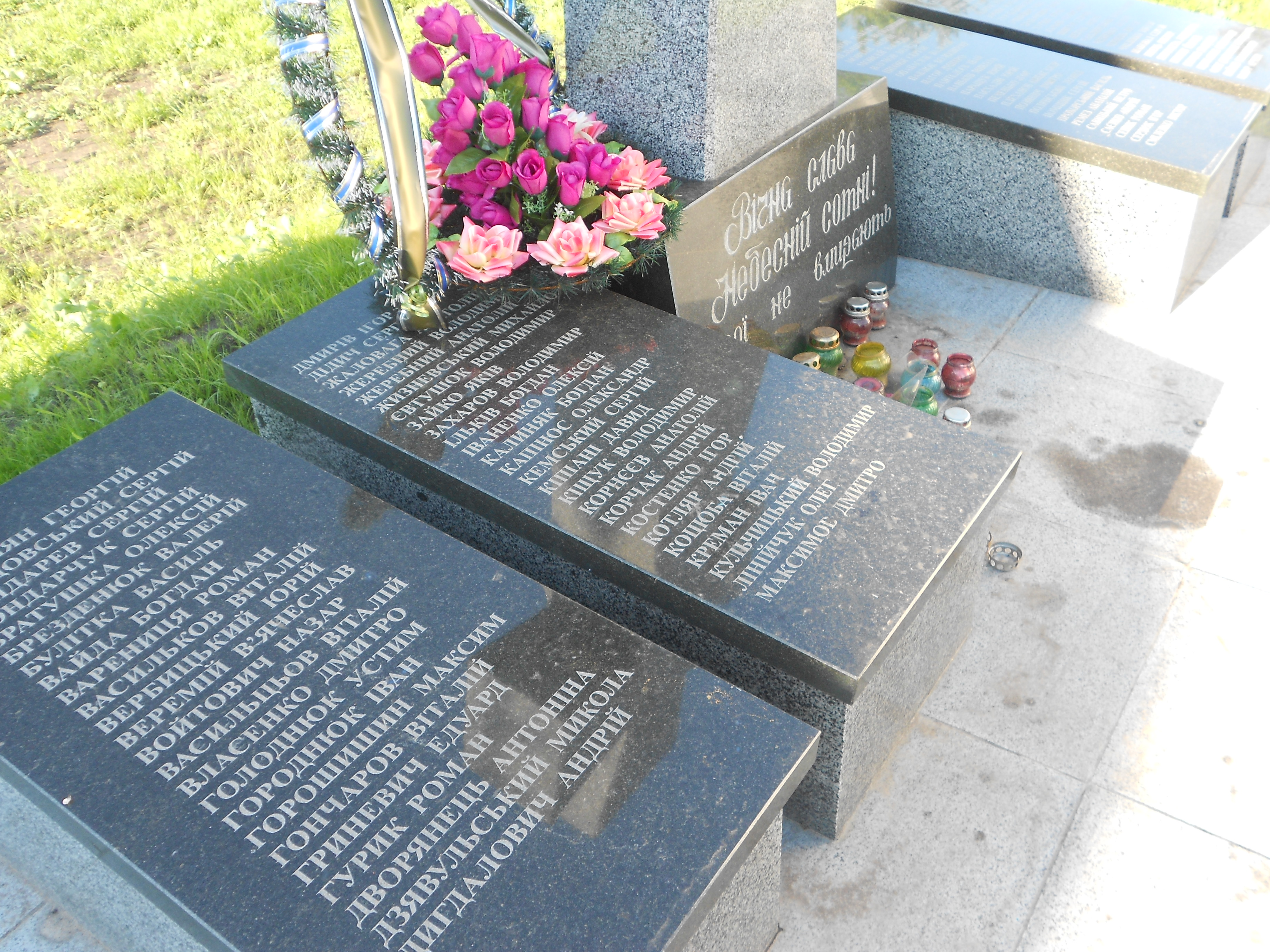
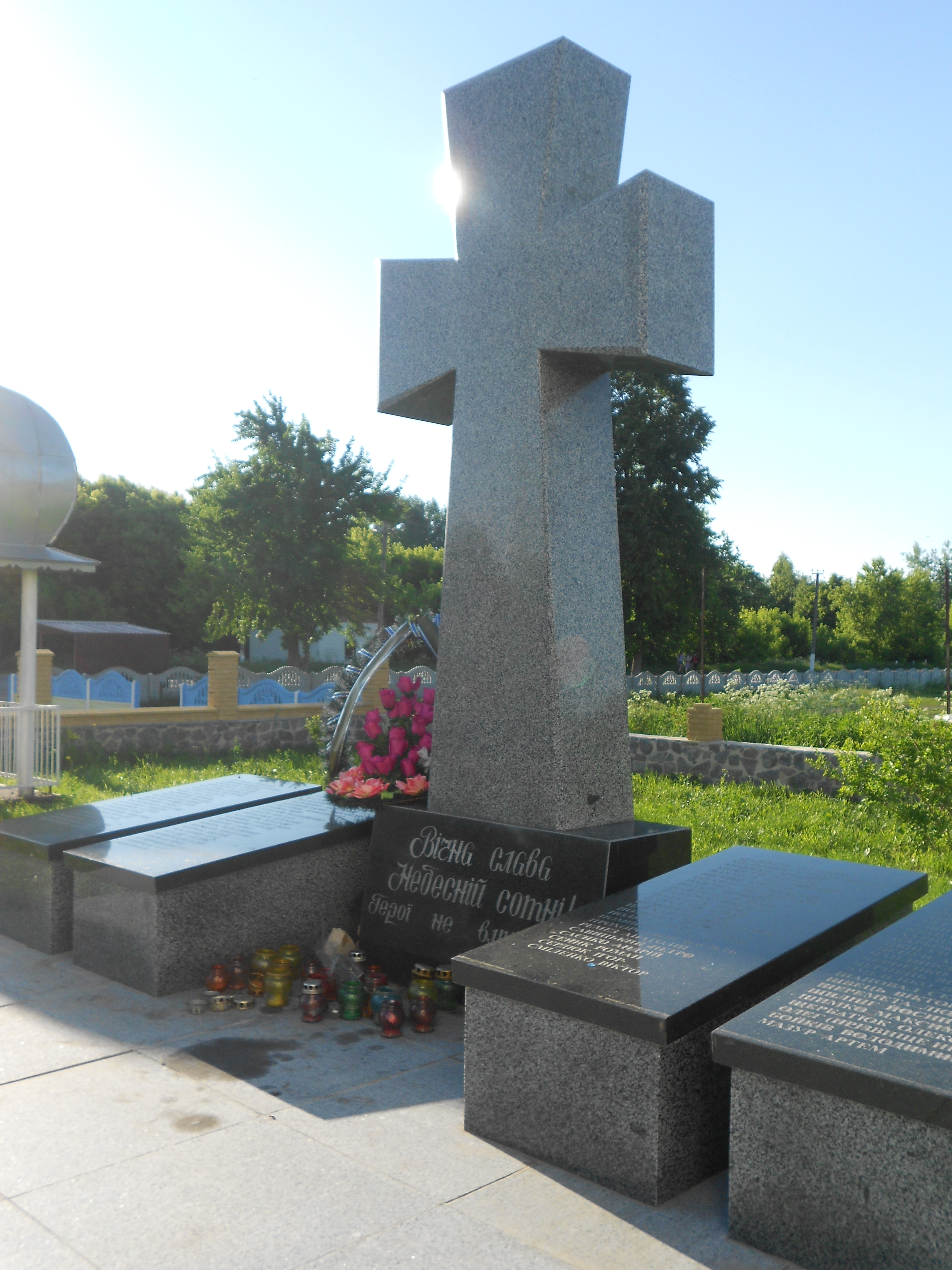
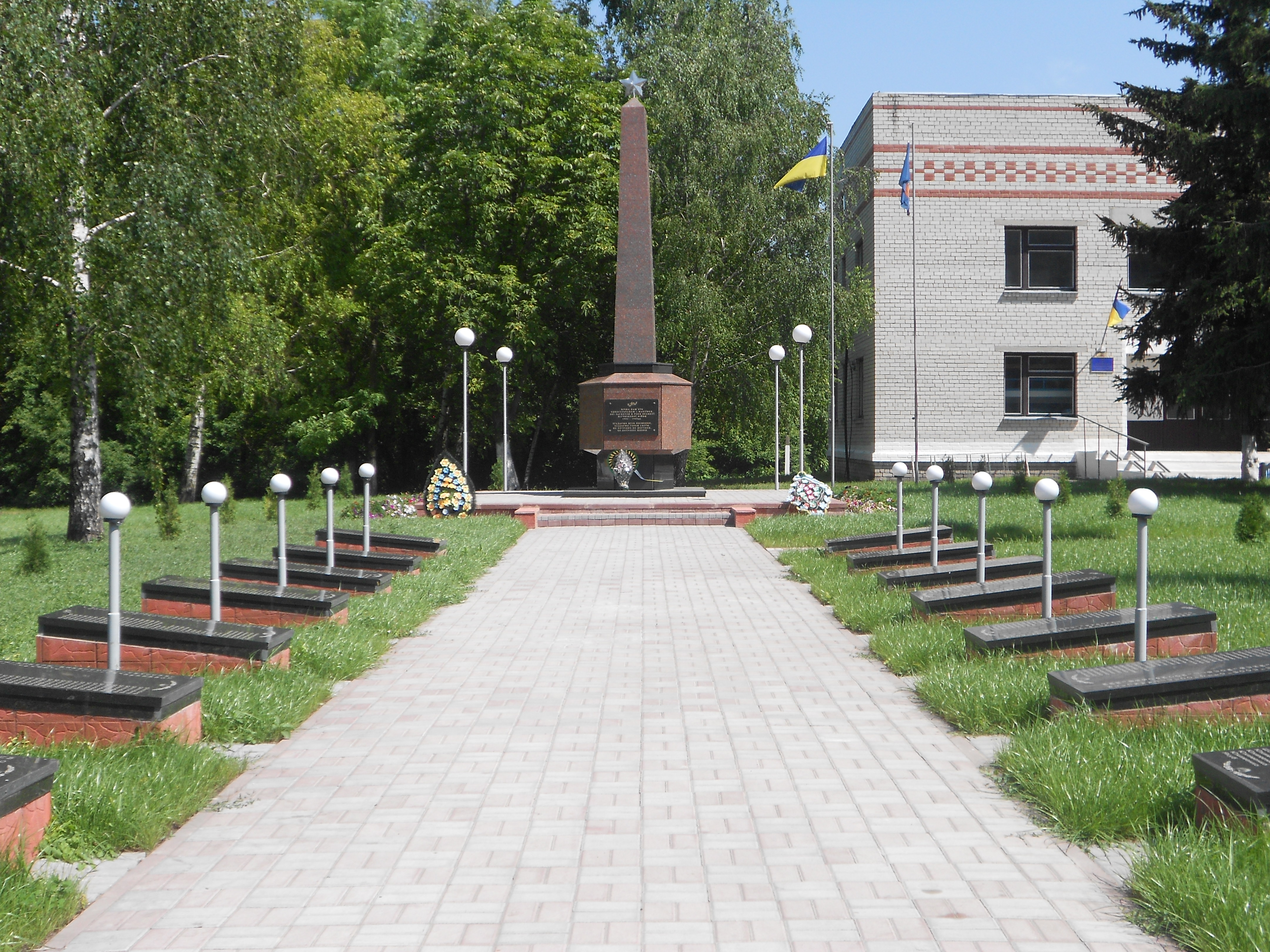
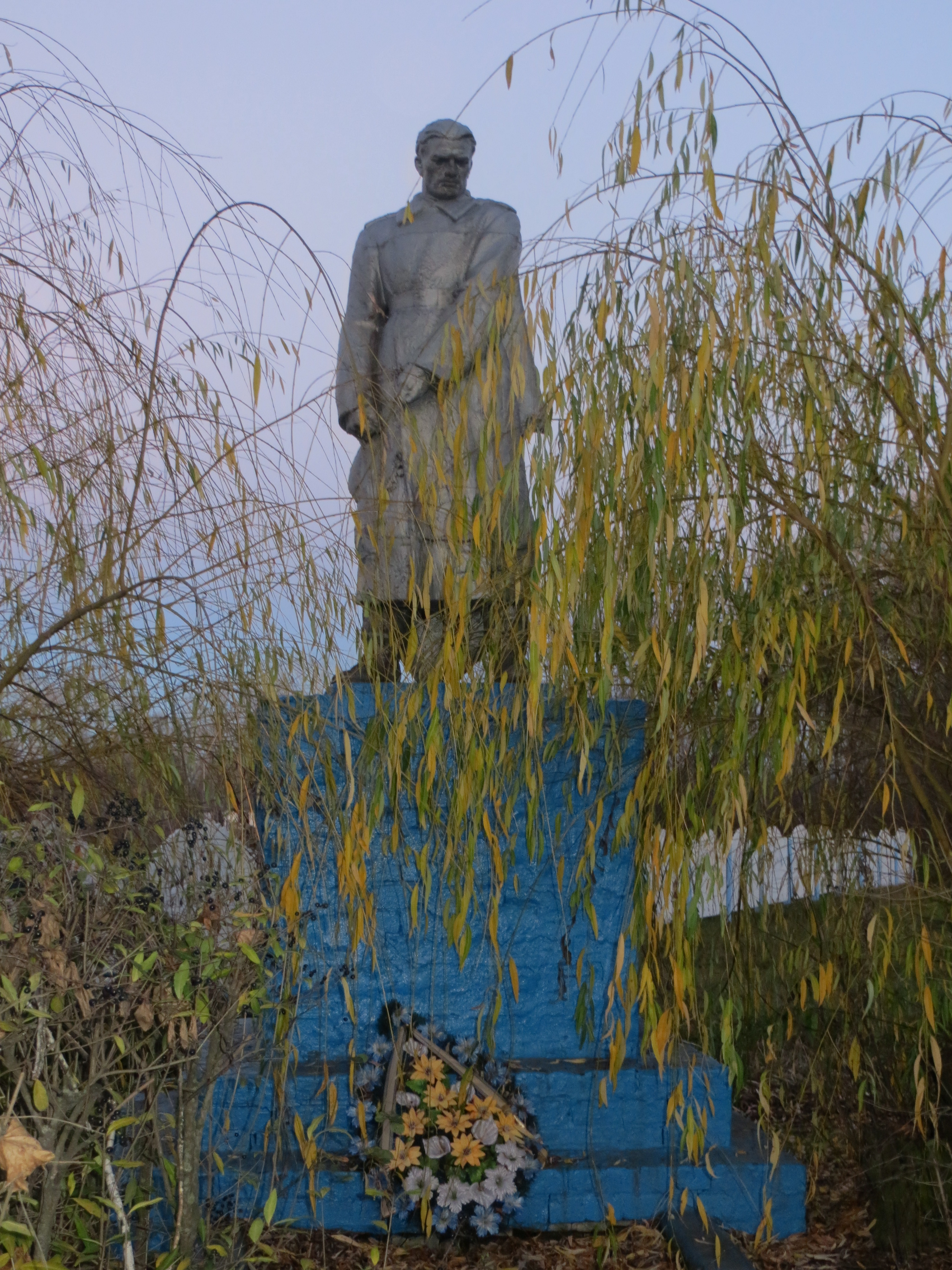

## Виноски
1. ↑  https://makiivska-gromada.gov.ua/pasport-gromadi-10-15-31-22-10-2021/
2. ↑  Павленко С. О. Мікротопоніми Чернігово-Сіверщини. — Чернігів: ПАТ "ПВК «Десна», 2013 р. — 600 с., стор. 143. ISBN 978-966-502-543-6. Посилання [Архівовано 18 листопада 2017 у Wayback Machine.]
3. 1 2  История городов и сел Украинской ССР. В двадцяти шести томах. Черниговская область/Под ред. Половец В. М., Близнюк А. Н., Бутич И. Л. и др. — К.: Институт истории Академии Наук УССР, 1983. — 816с.
4. 1 2 3 4 5 6 7  Баклан М. М. Історія села Макіївки Носівського району Чернігівської області. — К., 1995. — 52с.
5. ↑  Историко-статистическое описание Черниговской епархии. Книга VII. Чернигов, 1873
6. ↑  Опис Київського намісництва, 1781 р.
7. 1 2  Чернігівщина: Енциклопедичний довідник/За ред. А. В. Кудрицького. — К.: Українська Радянська Енциклопедія ім. М. П. Бажана, 1990. — 1007с.
8. ↑  О. В. Барановська (2017). Макіївка. Енциклопедія сучасної України. 60742. Архів оригіналу за 1 листопада 2023. Процитовано 1 листопада 2023.
9. ↑  Облікова картка Макіївської сільської територіальної громади на офіційному вебпорталі Верховної Ради України. Архів оригіналу за 27 жовтня 2020. Процитовано 13 травня 2016.
10. ↑  Макіївська територіальна громада на сайті «Децентралізація влади». Архів оригіналу за 13 квітня 2016. Процитовано 13 травня 2016.
11. ↑  Рідні мови в об'єднаних територіальних громадах України — Український центр суспільних даних
12. ↑  Рішення Чернігівської обласної ради № 13-10/VII від 22 серпня 2017 року. Архів оригіналу за 2 травня 2019. Процитовано 2 травня 2019.
13. ↑  Архівована копія. Архів оригіналу за 20 жовтня 2020. Процитовано 13 грудня 2011.{{cite web}}:  Обслуговування CS1: Сторінки з текстом «archived copy» як значення параметру title (посилання)